# 德龙河 (欧尔河支流)
德龙河（法語：Drôme，法語發音：[dʁom] ⓘ）是法国诺曼底大区卡尔瓦多斯省与芒什省的河流，是歐爾河的左支流，长57.9千米。